# Gadu-Gadu
A Gadu-Gadu (GG, vagy gg) egy lengyel azonnali üzenetküldő alkalmazás.
Több millióan használják üzenetküldésre, elsősorban a lengyelek. Finanszírozása főleg a reklámbevételekből történik. Szolgáltatásai: chat, VoiP, fájlcserélés, videokonferencia, SMS.
Az üzenetekbe képeket lehet beszúrni és formázni őket.
A Gadu-Gaduval elérhető egy közösségi oldal és rádió is.

## Külső hivatkozások
- A GG weboldala